# Bridge (米倉千尋の曲)
「Bridge」（ブリッジ）は、米倉千尋の19枚目のシングルである。初回盤は「夏の終わりの花火」「tapestory」との連動特典用応募券を封入している。

## 収録曲
（全編曲：aqua.t）
1. Bridge
  - 作詞・作曲：米倉千尋
  - プレイステーション2ゲーム「学園都市ヴァラノワール」オープニング主題歌。
  - 7thアルバム『SPRING〜start on a journey〜』と、ベスト・アルバム『BEST OF CHIHIROX』にも、収録されている。
2. stars
  - 作詞・作曲：米倉千尋
  - プレイステーション2ゲーム「学園都市ヴァラノワール」エンディング主題歌。
  - 7thアルバム『SPRING〜start on a journey〜』と、ベスト・アルバム『BEST OF CHIHIROX』にも、収録されている。
3. I SAW THE LIGHT
  - 作詞・作曲：トッド・ラングレン
  - トッド・ラングレンのカバー曲。
4. Bridge（instrumental）